# Fölsjön, Värmland
Fölsjön är en sjö i Sunne kommun i Värmland och ingår i Göta älvs huvudavrinningsområde. Sjön har en area på 0,533 kvadratkilometer och ligger 125 meter över havet.

## Delavrinningsområde
Fölsjön ingår i det delavrinningsområde (662543-135346) som SMHI kallar för Utloppet av Mellan-Fryken. Medelhöjden är 99 meter över havet och ytan är 119,92 kvadratkilometer. Räknas de 199 avrinningsområdena uppströms in blir den ackumulerade arean 3 816,44 kvadratkilometer. Norsälven (Ljusnan) som avvattnar avrinningsområdet har biflödesordning 2, vilket innebär att vattnet flödar genom totalt 2 vattendrag innan det når havet efter 292 kilometer. Avrinningsområdet består mestadels av skog (38 procent) och jordbruk (11 procent). Avrinningsområdet har 47,08 kvadratkilometer vattenytor vilket ger det en sjöprocent på 39,2 procent. Bebyggelsen i området täcker en yta av 1,59 kvadratkilometer eller 1 procent av avrinningsområdet.